# Шапошников, Юлий Георгиевич
Юлий Георгиевич Шапошников (1 января 1931, Ленинград — 4 июня 1999) — советский учёный-медик, член-корреспондент РАМН (1993), член-корреспондент РАН (1997). Генерал-майор медицинской службы. Директор ЦНИИ травматологии и ортопедии им. Н. Н. Приорова (1985—1998).

## Биография
Окончил 1-й Московский медицинский институт. Служил в Группе советских войск в Германии, затем — в госпитале имени Н. Н. Бурденко. Сотрудничал с известным хирургом М. Гулякиным.
Доктор медицинских наук (кандидат медицинских наук с 1961 года). Возглавлял кафедру военно-полевой хирургии Военно-медицинской академии. Был заместителем главного хирурга Советской Армии. Член Главной межведомственной медицинской комиссии по отбору кандидатов в космонавты СССР и России.
Заведующий кафедрой травматологии и ортопедии медико-профилактического факультета послевузовского профессионального образования Московской медицинской академии (1991).
С 30.5.1997 член-корреспондент РАН по Отделению физиологии (специальность — физиология человека и животных). Награждён орденом Почёта.
Скончался после тяжёлого онкологического заболевания. Похоронен на кладбище села Леониха Щёлковского района Московской области (вблизи Звёздного городка).

## Научные труды
Юлием Георгиевичем написаны труды по патофизиологии и иммунологии раневого процесса, эндопротезированию суставов и др. Среди них:
Военно-полевая хирургия / Ю. Г. Шапошников, В. И. Маслов. - Москва : Медицина, 1995. - 431 с.
Повреждения живота / Ю. Г. Шапошников, Е. А. Решетников, Т. А. Михопулос. - Москва : Медицина, 1986. - 253 с.
Ампутация конечностей в военно-полевых условиях / Ю. Г. Шапошников, Н. Н. Кукин, А. В. Низовой. - Москва : Медицина, 1980. - 150 с.
Диагностика и лечение ранений / [Ю. Г. Шапошников, Е. А. Решетников, Б. Я. Рудаков и др.]; Под ред. Ю. Г. Шапошникова. - Москва : Медицина, 1984. - 343 с.
Современные проблемы обучения военно-полевой хирургии : [Учеб. пособие для врачей]. - Москва : ЦОЛИУВ, 1978. - 35 с.
В 1978 году Юлий Георгиевич написал книгу "А. А. Вишневский", посвящённую выдающейся личности советского хирурга и учёного Александра Александровича Вишневского.

## Личная жизнь
- Первая жена — Мария Александровна Вишневская, дочь А. А. Вишневского. В браке у Юлия Георгиевича и Марии Александровны родился сын.
- Вторая жена — лётчик-космонавт СССР Валентина Терешкова.